# ファイン・エア
ファイン・エアまたはファイン航空 (Fine Air) は、かつて存在した国際貨物航空会社。
マイアミ国際空港を拠点として、南アメリカや中央アメリカへ貨物機を運航していた。2002年に破産し、アロー航空と合併した。

## 歴史

### 創設

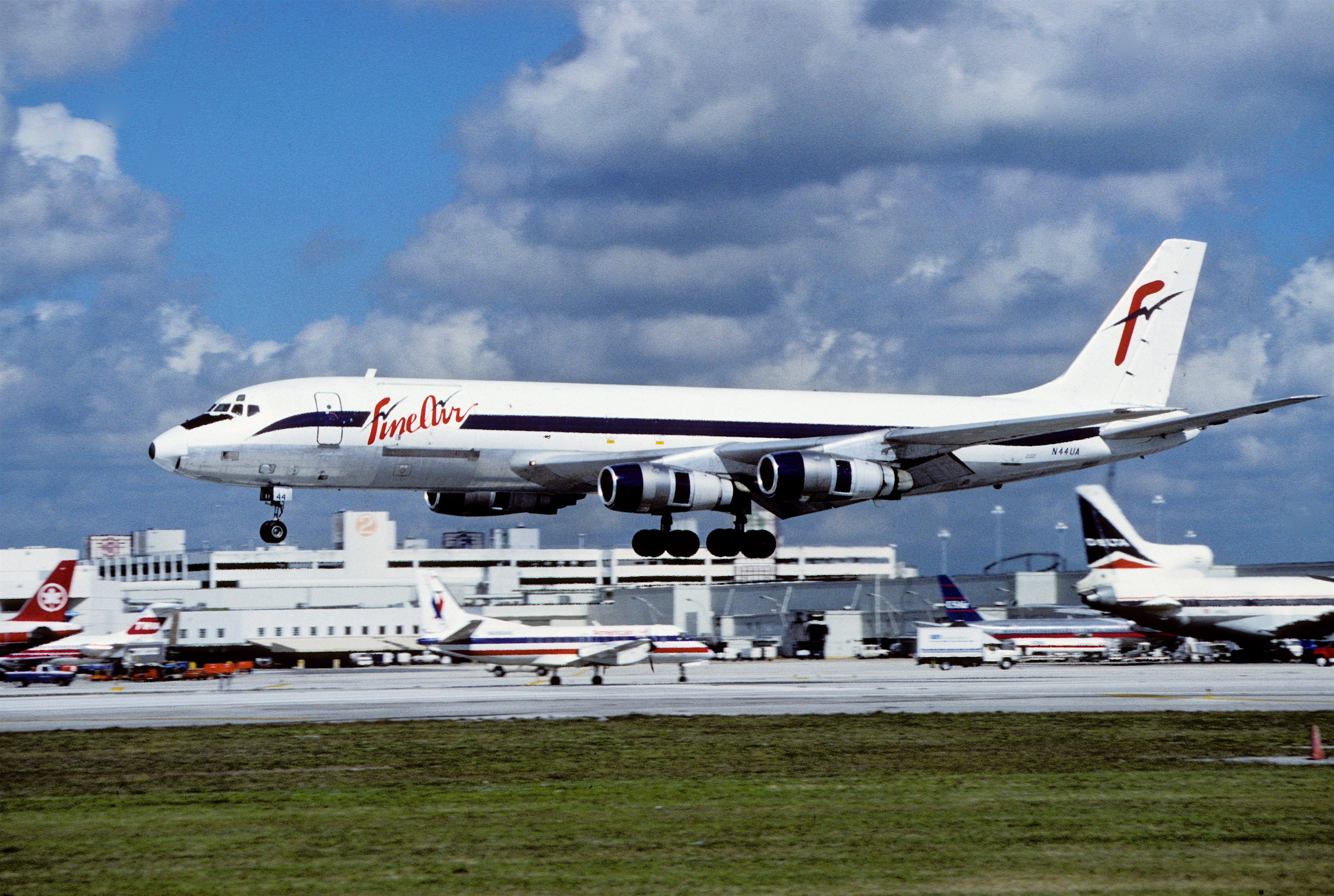
ダグラスDC-8-54F
N44UA（元ユナイテッド航空）

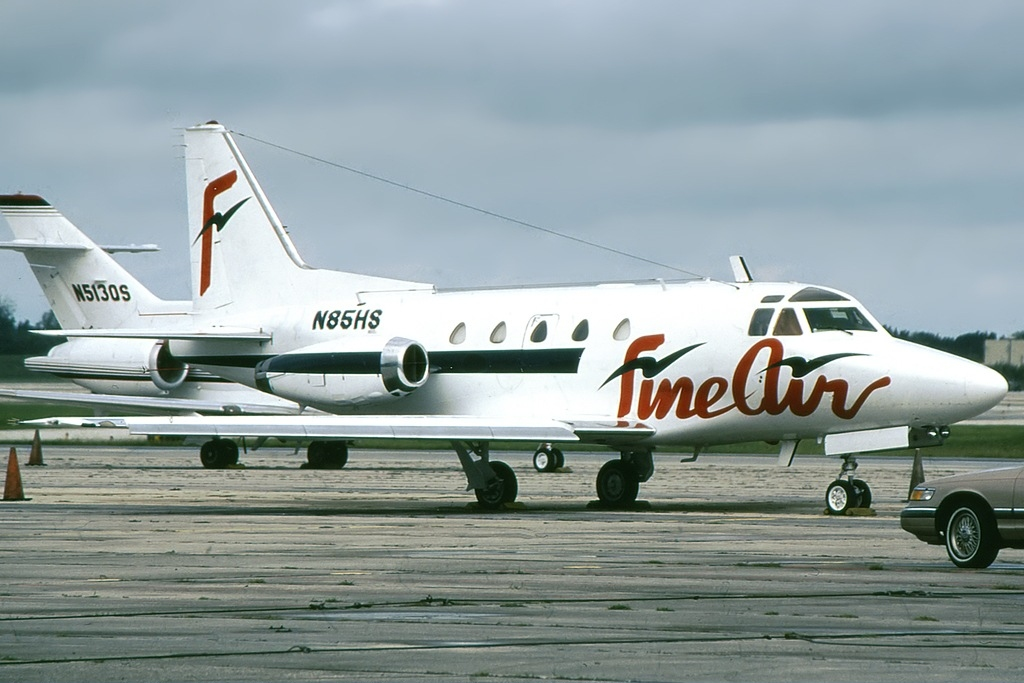
ノースアメリカン 265-60 Sabre

J.フランク・ファインは、1976年に2機のボーイング707を所有するリース会社としてファイン・エアの前身を設立した。ファインはラテンアメリカとカリブ海地域の12か国で農業経営を行っており、作物をアメリカへ確実に出荷できる体制を整えた。1986年にダグラスDC-8を整備できる施設を確保し、1992年11月に航空運送事業許可を取得した。1994年にマイアミ国際空港で最大の国際貨物航空会社として運航を開始した。
1997年、J.フランク・ファインの息子である、バリー・ファインが社長に就任した。1997年の時点でファイン・エアはダグラスDC-8を15機を所有していた。ファイン航空は実質、その2人によって経営されていた。
ファイン・エアは、1997年8月6日にIPO（新規株式公開）を行い1億3250万ドルを調達したため、その資金を使い新機体を購入してヨーロッパ線の運航を行うことを計画していた。ファイン・エアはティッカー・コード「BIGF」でNASDAQに上場していた。

### 墜落事故による経営難
しかし、IPOの翌日である1997年8月7日、マイアミ国際空港を離陸直後のファイン・エア101便（ダグラスDC-8-61F、N27UA、元日本航空JA8058）が操縦不能に陥り墜落し、乗員3人と搭乗していた警備員、地上の1人を含む計5人が死亡した。調査により、事故原因は直前に機材変更を行ったことを考慮せずに貨物の積込を行った結果、重心が後方に寄り、機体はピッチ角を制御できなくなり失速、墜落したものとされた。
101便は滑走路の北側にあるマイアミ・シティ・レールヤードの南にある建物の上空を通過していた。また、混雑したNW25番道路も通過していたが、信号が赤だったために走行中の車両が巻き込まれることはなかった。101便の飛行経路には2つの工場と商業施設、マイアミ・スプリングスなどの人口密集地があったが、いずれにも被害はなかった。
事故から45分ほどは、墜落した飛行機は民間機であると思われていたが後にファイン・エアの貨物便であると確認された。FAAの責任者がファイン・エアの事務所から101便についての飛行記録を回収したが、一部がゴミ箱から発見され隠蔽の疑いが生じた。最終的に、隠蔽工作の罪で有罪判決を受け、約500万ドルの罰金が課せられた。
ファイン・エアは墜落の翌日にIPOを取り消し、全額を投資家たちに返金した。9月5日には、自ら運航を停止し、1997年10月に運航再開の承認を受けた。

### アロー航空の買収と倒産

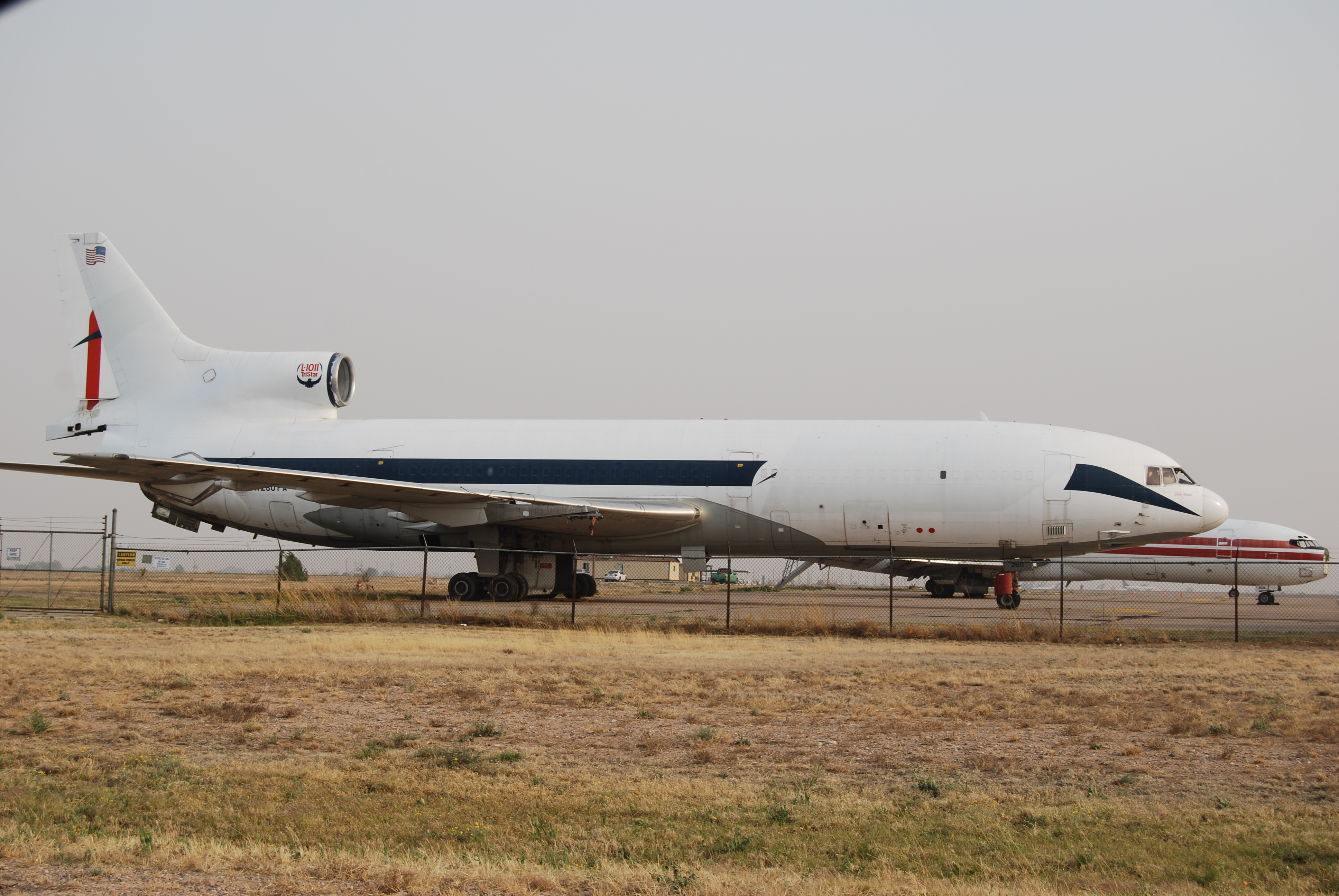
ロゴが消されたファイン・エア機

ファイン・エアは、1998年7月にサザン・エア・トランスポートの買収を行おうとしたものの、8月に契約を破棄した 。1992年2月にはアロー航空を115万ドルで買収すると発表した。
2000年の時点で、前年の1999年から約24万トンの貨物を輸送し、年間200万ドルの売り上げを出していた。また、週125便以上の定期貨物便を運航しており、900人以上の従業員を勤務させていた。
2000年9月、連邦倒産法第11章の適用を受け 、2002年にアロー航空と合併する形で倒産した。

## 就航地

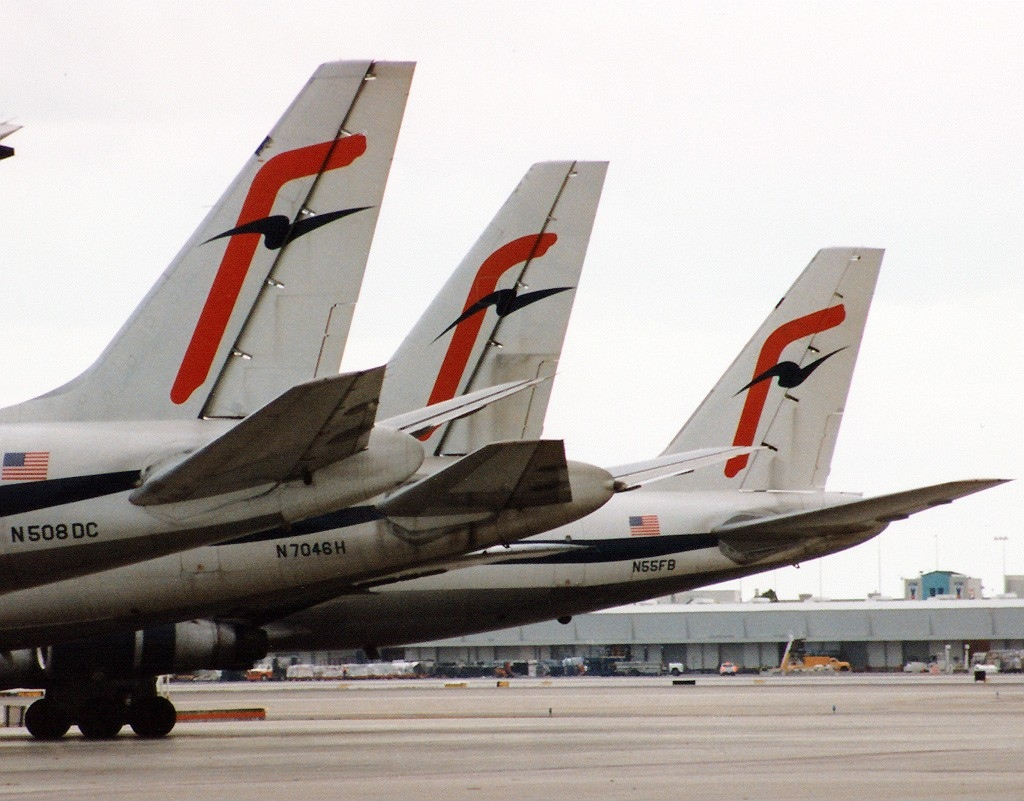
マイアミ国際空港に並ぶファイン・エア機

ファイン・エアは101便の墜落以前の1997年時点で以下の都市に就航していた。
| 国名                     | 都市                                    |
| ------------------------ | --------------------------------------- |
| バルバドス               | ブリッジタウン                          |
| イギリス領ヴァージン諸島 | トルトラ                                |
| コロンビア               | ボゴタ メデリン                         |
| コスタリカ               | サンノゼ                                |
| ドミニカ共和国           | サントドミンゴ プエルト・プラタ         |
| エクアドル               | グアヤキル キト                         |
| グアテマラ               | グアテマラシティ                        |
| ガイアナ                 | ジョージタウン                          |
| ハイチ                   | ポルトープランス                        |
| ホンジュラス             | サンペドロスーラ                        |
| ジャマイカ               | モンテゴベイ キングストン               |
| オランダ領アンティル     | アルバ キュラソー                       |
| ニカラグア               | マナグア                                |
| パナマ                   | パナマシティ                            |
| プエルトリコ             | サンファン                              |
| スリナム                 | パラマリボ                              |
| トリニダードトバゴ       | ポート・オブ・スペイン                  |
| タークス・カイコス諸島   | グランド・ターク島 プロビデンシアレス島 |
| アメリカ                 | マイアミ                                |
| アメリカ領ヴァージン諸島 | セント・トーマス島 セント・クロイ島     |
| ベネズエラ               | カラカス マラカイボ                     |

## 保有機材

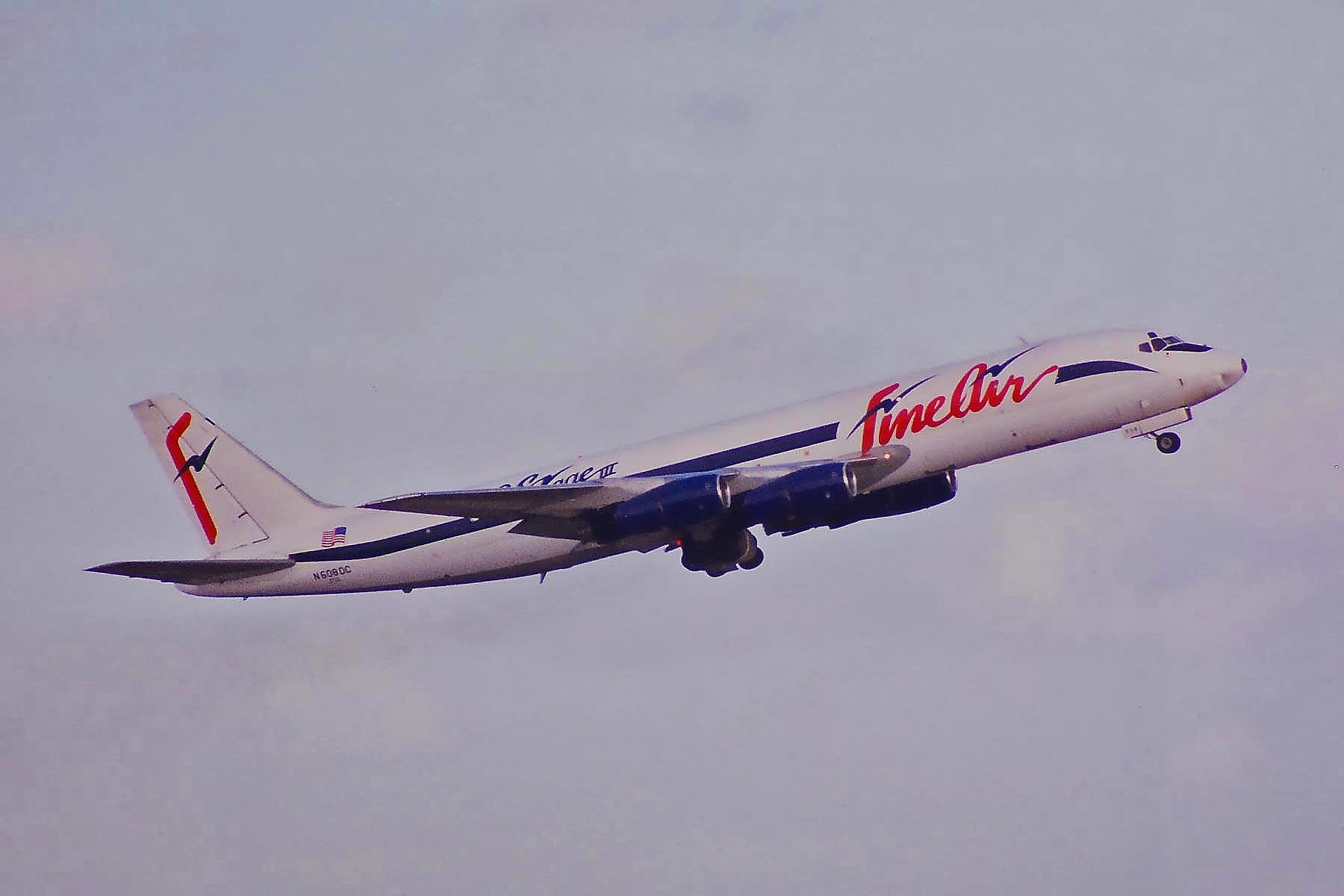
ダグラスDC-8-51F

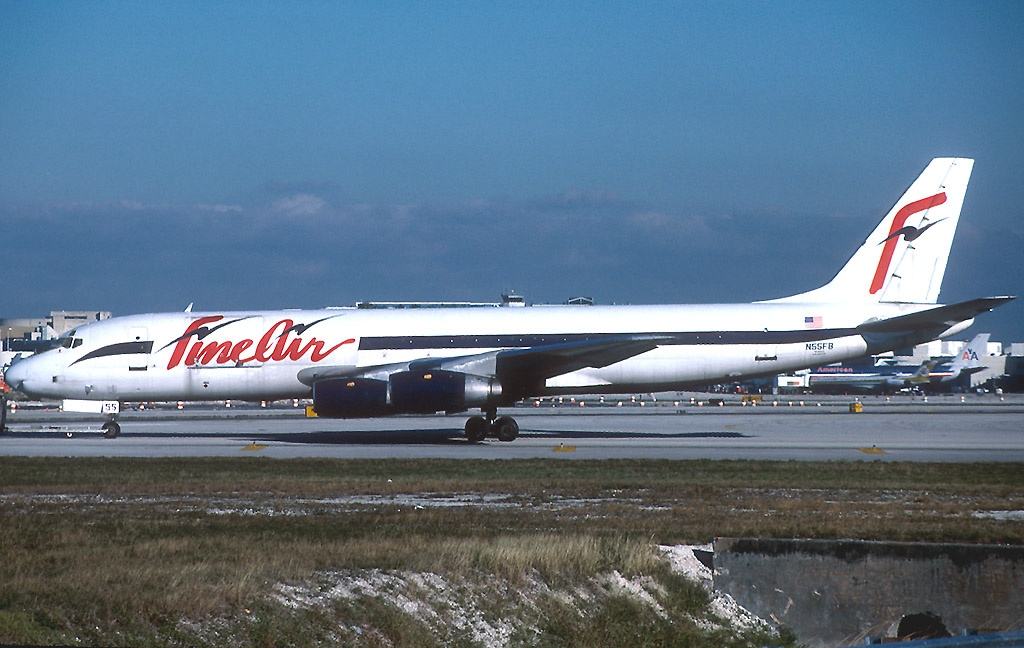
ダグラスDC-8-55F

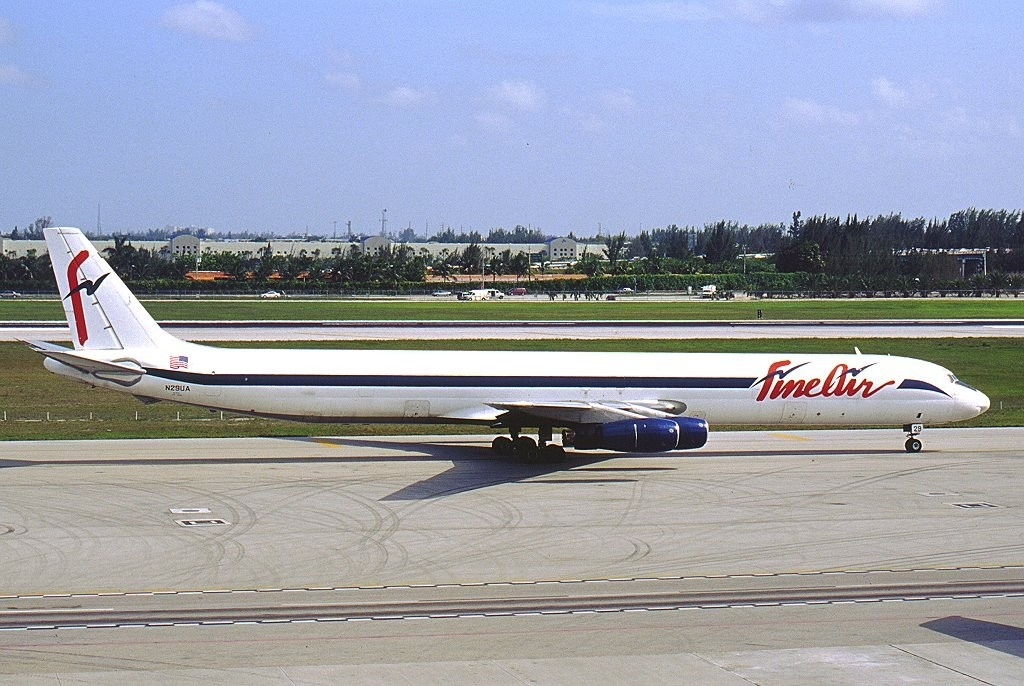
ダグラスDC-8-61F

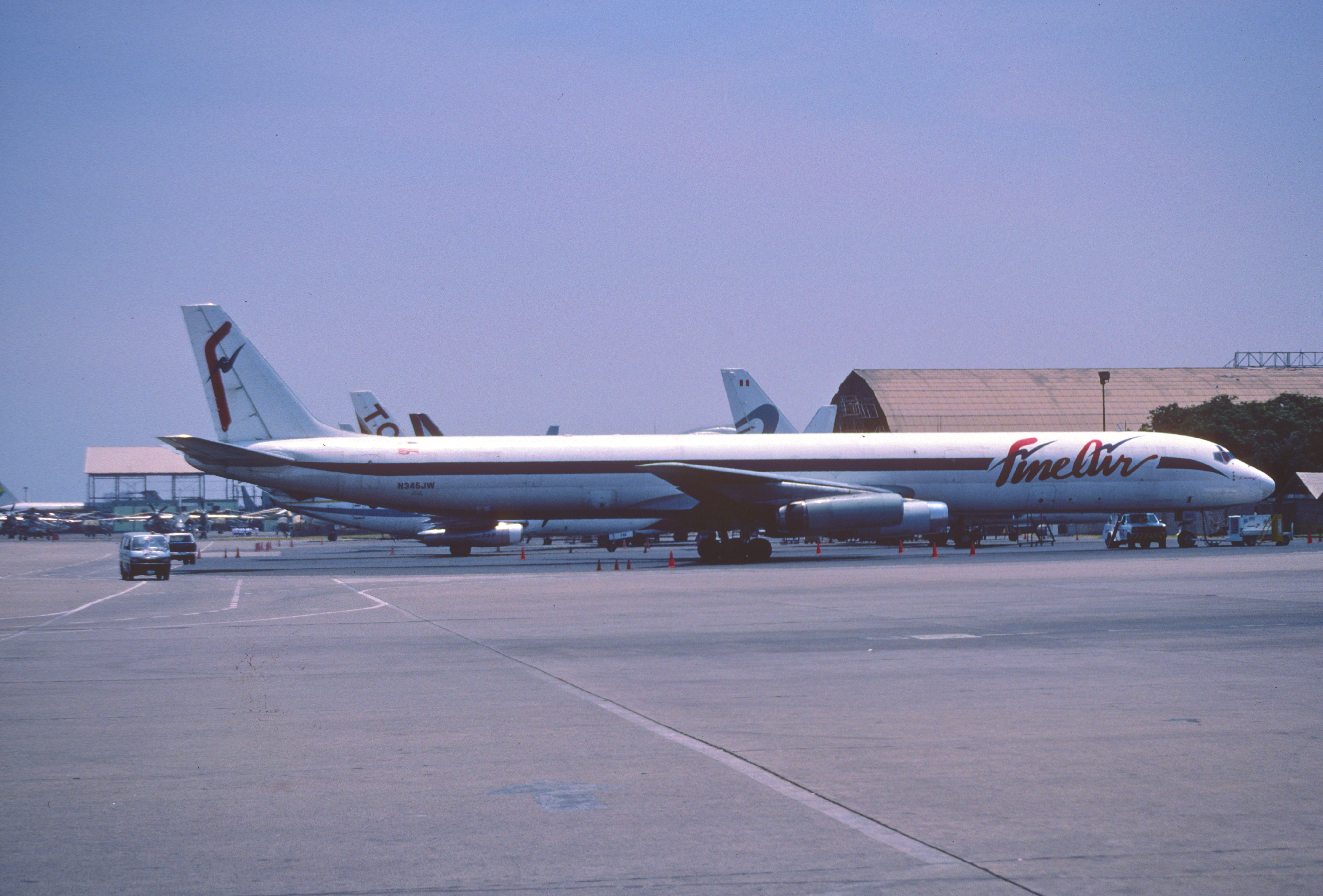
ダグラスDC-8-63F

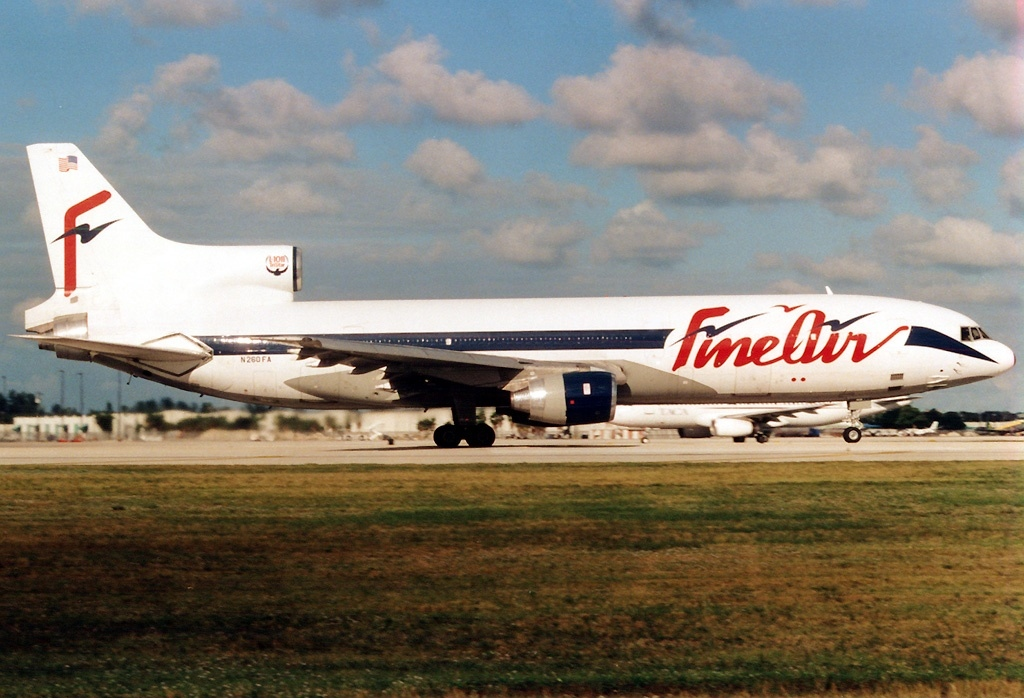
ロッキード L-1011F

ファイン・エアの保有機材は以下の通り。
- ダグラスDC-8-51F
- ダグラスDC-8-54F
- ダグラスDC-8-55F
- ダグラスDC-8-61F
- ダグラスDC-8-62F
- ダグラスDC-8-63F
- ロッキード L-1011F

## 航空事故
- 1997年8月7日、マイアミ国際空港を離陸直後のファイン・エア101A便（ダグラスDC-8-61F、N27UA）が離陸直後に墜落。乗員乗客4人と地上の1人が死亡した（ファイン航空101便墜落事故）。
- 2002年12月13日、横田基地からシンガポール・チャンギ国際空港へ向かっていたファイン・エア機（ダグラスDC-8-62F、N1804、元ブラニフ航空）がチャンギ国際空港への着陸時にオーバーランし滑走路端から300m地点で停止した。乗員乗客4人は全員無事だった。